# Oligodon dorsalis
Oligodon dorsalis là một loài rắn trong họ Rắn nước. Loài này được Gray & Hardwicke mô tả khoa học đầu tiên năm 1835.